# Dumai
Dumai är en kuststad på centrala Sumatra i Indonesien. Den ligger i provinsen Riau och har cirka 300 000 invånare.